# North American Soccer League 1970
Navigation
Édition précédente Édition suivante
La North American Soccer League 1970 est la troisième édition de la North American Soccer League. Six équipes prennent part à la compétition. Comme dans d'autres compétitions organisées en Amérique (LNH ou NBA), il n'y a ni promotion, ni relégation, un système de franchises est mis en place. Pour la première fois et seule fois de l'histoire de la ligue, le vainqueur du championnat est qualifié pour une compétition continentale à savoir la Coupe des champions de la CONCACAF 1971.
C'est le club de Lancers de Rochester qui remporte cette édition en battant en finale les Darts de Washington.

## Les 6 franchises participantes
| Chiefs d'Atlanta Tornado de Dallas Spurs de Kansas City Lancers de Rochester Stars de Saint-Louis Darts de Washington |

| - Division Nord - Spurs de Kansas City - Lancers de Rochester (N) - Stars de Saint-Louis | - Division Sud - Chiefs d'Atlanta - Tornado de Dallas - Darts de Washington (N) |

La franchise des Bays de Baltimore dissoute à la fin de la saison précédente n'est pas engagée dans le championnat.
Les Lancers de Rochester et les Darts de Washington intègrent le championnat. Les deux clubs proviennent de l'American Soccer League.

## Format de la compétition
Les clubs sont répartis en 2 poules géographiques. Chaque équipe rencontre quatre fois chaque adversaire. De plus, durant la saison chaque équipe affronte quatre clubs étrangers (l'Hapoël Petah-Tikva, le Varzim Sport Club, l'Hertha BSC et le Coventry City FC) à une reprise. Pour le Tornado de Dallas, c'est le Club de Fútbol Monterrey à la place de l'Hapoël.
Les quatre matchs face à ces équipes sont intégrés dans le calcul des points en championnat. 
Les vainqueurs de chaque division sont qualifiés pour la finale.
Le barème des points est le suivant :
- Victoire : 6 points
- Match nul : 3 points
- Défaite : 0 point
- Un point de bonus est accordé par but marqué dans la limite de 3 buts par match.

## Saison régulière

### Classement des divisions

#### Division Nord
| Rang | Équipe                 | Pts | J  | G | N | P  | Bp | Bc | Diff | Bon |
| ---- | ---------------------- | --- | -- | - | - | -- | -- | -- | ---- | --- |
| 1    | Lancers de Rochester   | 111 | 24 | 9 | 6 | 9  | 41 | 45 | -4   | 39  |
| 2    | Spurs de Kansas City T | 100 | 24 | 8 | 6 | 10 | 42 | 44 | -2   | 34  |
| 3    | Stars de Saint-Louis   | 60  | 24 | 5 | 2 | 17 | 26 | 71 | -45  | 24  |

- Vainqueur de division Nord et qualification pour la finale NASL

T : Tenant du titre

#### Division Sud
| Rang | Équipe              | Pts | J  | G  | N | P  | Bp | Bc | Diff | Bon |
| ---- | ------------------- | --- | -- | -- | - | -- | -- | -- | ---- | --- |
| 1    | Darts de Washington | 137 | 24 | 14 | 4 | 6  | 52 | 29 | +23  | 41  |
| 2    | Chiefs d'Atlanta    | 123 | 24 | 11 | 5 | 8  | 53 | 33 | +20  | 42  |
| 3    | Tornado de Dallas   | 92  | 24 | 8  | 4 | 12 | 39 | 39 | 0    | 32  |

- Vainqueur de division Sud et qualification pour la finale NASL

### Résultats
Source : wildstat.com

#### Matchs intra-division
| Résultats (▼dom., ►ext.)                                   | KC  | ROC | SL  | KC  | ROC | SL  |
| Spurs de Kansas City                                       |     | 2-2 | 2-0 |     | 6-2 | 7-4 |
| Lancers de Rochester                                       | 0-2 |     | 2-1 | 3-1 |     | 3-0 |
| Stars de Saint-Louis                                       | 1-1 | 0-1 |     | 2-1 | 1-5 |     |
| - Victoire à domicile - Match nul - Victoire à l'extérieur |     |     |     |     |     |     |

| Résultats (▼dom., ►ext.)                                   | ATL | DAL | WAS | ATL | DAL | WAS |
| Chiefs d'Atlanta                                           |     | 0-1 | 1-2 |     | 3-0 | 5-2 |
| Tornado de Dallas                                          | 0-1 |     | 0-1 | 2-5 |     | 0-2 |
| Darts de Washington                                        | 4-2 | 0-0 |     | 0-0 | 1-0 |     |
| - Victoire à domicile - Match nul - Victoire à l'extérieur |     |     |     |     |     |     |

#### Matchs inter-division
| Résultats (▼dom., ►ext.)                                   | ATL | DAL | WAS | ATL | DAL | WAS |
| Spurs de Kansas City                                       | 2-0 | 2-2 | 4-0 | 0-4 | 0-0 | 3-1 |
| Lancers de Rochester                                       | 1-3 | 3-5 | 1-1 | 1-1 | 3-2 | 2-0 |
| Stars de Saint-Louis                                       | 1-0 | 0-2 | 0-2 | 2-2 | 1-0 | 0-5 |
| - Victoire à domicile - Match nul - Victoire à l'extérieur |     |     |     |     |     |     |

| Résultats (▼dom., ►ext.)                                   | KC  | ROC | SL  | KC  | ROC | SL  |
| Chiefs d'Atlanta                                           | 1-0 | 2-2 | 3-4 | 6-2 | 3-0 | 6-1 |
| Tornado de Dallas                                          | 0-1 | 1-2 | 4-0 | 3-3 | 3-1 | 5-1 |
| Darts de Washington                                        | 4-1 | 2-0 | 4-0 | 2-0 | 2-2 | 7-1 |
| - Victoire à domicile - Match nul - Victoire à l'extérieur |     |     |     |     |     |     |

#### Matchs joués face aux équipes étrangères
| Résultats (▼dom., ►ext.)                                   | COV | HAP | HER | MON | VAR |
| Chiefs d'Atlanta                                           | 1-2 | 1-0 | 2-2 |     | 1-2 |
| Tornado de Dallas                                          | 1-3 |     | 2-4 | 5-2 | 1-0 |
| Spurs de Kansas City                                       | 1-3 | 0-2 | 1-2 |     | 0-0 |
| Lancers de Rochester                                       | 1-2 | 0-0 | 1-3 |     | 3-2 |
| Stars de Saint-Louis                                       | 2-1 | 1-2 | 2-4 |     | 1-2 |
| Darts de Washington                                        | 2-4 | 5-0 | 0-2 |     | 3-1 |
| - Victoire à domicile - Match nul - Victoire à l'extérieur |     |     |     |     |     |

## Finale NASL
Elle se déroule sous forme de match aller-retour avec match retour chez l'équipe présentant le meilleur bilan en phase régulière. Les matchs ont lieu le 5 et le 12 septembre 1970. Le gagnant se qualifie pour la Coupe des champions de la CONCACAF 1971.
| Équipe 1             | Résultat | Équipe 2            | Aller | Retour |
| -------------------- | -------- | ------------------- | ----- | ------ |
| Lancers de Rochester | 6 - 1    | Darts de Washington | 3 - 0 | 3 - 1  |

## Récompenses individuelles
| Trophée                            | Joueur           | Club                 |
| ---------------------------------- | ---------------- | -------------------- |
| Meilleur joueur (saison régulière) | Carlos Metidieri | Lancers de Rochester |
| Meilleur buteur                    | Kirk Apostolidis | Tornado de Dallas    |
| Meilleur rookie                    | Jim Leeker       | Stars de Saint-Louis |
| Meilleur entraîneur                | Sal de Rosa      | Lancers de Rochester |